# José Dolores Gámez Guzmán
José Dolores Gámez Guzmán (* 1851 in Rivas; † 1923 in Managua) war ein nicaraguanischer Historiker und Politiker.

## Leben
Er wuchs in Granada in einem Haus, welches Teatro Bertini und später das Cine Colonial beherbergte, auf. Gámez war Mitglied der Partido Liberal. Gámez war Haciendero von Santa Úrsula und La Asunciónin in Chontales mit Tausenden Rindern. Gámez verlegte in Rivas die Zeitung El Termómetro, in welcher 1880 Rubén Darío mit dem Gedicht Una lagrima zum ersten Mal publizierte. Gámez verlegte die Zeitung El 93 in welcher Monseñór Lezcano schrieb. In der Regierungszeit von José Santos Zelaya von 1893 bis 1910 war Gámez Abgeordneter im Parlament.
Am 8. August 1893 wurde Gámez Ministro de Instrucción Pública Öffentlichkeitsminister.
Am 7. Oktober 1894 unterzeichnete Gámez als Bevollmächtigter von Zelaya einen Freundschaftsvertrag mit Honduras, welchen er mit César Bonilla als Bevollmächtigten von Policarpo Bonilla ausgehandelt hatte.
1889 war Gámes Parlamentspräsident. 1904 war Gámez Bildungsminister.
In Artikel 38 der Verfassung von 1905 wurden alle Gesellschaften zugunsten von Manos Muertas verboten. Womit Kirchen gemeint waren.
Am 17. März 1907 war Gámez Regierungsminister. Am 18. März 1907 war Gámez Außenminister.
Nach der Schlacht bei Namasigüe am 23. März 1907 übernahmen weltweit die diplomatischen Vertretungen Nicaraguas die diplomatische Vertretung Honduras.

## Veröffentlichungen
- Archivo histórico de la República de Nicaragua, Companía Tipografía Nacional, Managua, 1896
- Historia de Nicaragua desde los tiempos prehistóricos hasta 1860: En sus relaciones con España, Tipografía de „El País“,  1889[8]
- MEMORIA de relaciones exteriores, Companía Tipografía Nacional, Managua 1907.
- El arbitraje entre Honduras y Nicaragua: Rectificación documentada al excmo. 1907